# Naomi Akakpo
Naomi Akossiwa Elise Akakpo (* 17. Dezember 2000) ist eine französisch-togoische Hürdenläuferin, die sich auf die 100-Meter-Distanz spezialisiert hat und seit 2022 international für Togo startberechtigt ist.

## Sportliche Laufbahn
Erste internationale Erfahrungen sammelte Naomi Akakpo im Jahr 2022, als sie bei den Weltmeisterschaften in Eugene dank einer Wildcard für Togo über 100 m Hürden an den Start ging und dort mit 13,64 s in der ersten Runde ausschied. Anschließend gewann sie bei den Islamic Solidarity Games in Konya in 13,40 s die Silbermedaille hinter der Türkin Şevval Ayaz. Im Jahr darauf belegte sie bei den Spielen der Frankophonie in Kinshasa in 13,81 s den fünften Platz und schied anschließend bei den Weltmeisterschaften in Budapest mit 13,96 s in der ersten Runde aus. 2024 belegte sie bei den Afrikaspielen in Accra in 14,17 s den siebten Platz. Im Juni schied sie bei den Afrikameisterschaften in Douala mit 12,58 s und 14,39 s jeweils in der ersten Runde über 100 Meter und 100 m Hürden aus. Im August nahm sie dank einer Wildcard über 100 Meter an den Olympischen Sommerspielen in Paris teil und schied dort mit 12,34 s in der Vorausscheidungsrunde aus. Zudem war sie Fahnenträgerin Togos während der Eröffnungsveranstaltung der Spiele.

## Persönliche Bestleistungen
- 100 Meter: 12,34 s (+0,2 m/s), 2. August 2024 in Paris
- 100 m Hürden: 13,60 s (−0,2 m/s), 26. Juni 2022 in Caen (togoischer Rekord)
  - 60 m Hürden (Halle): 8,40 s, 11. Februar 2023 in Miramas